# Май (эфиопская буква)

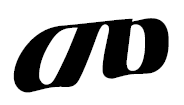

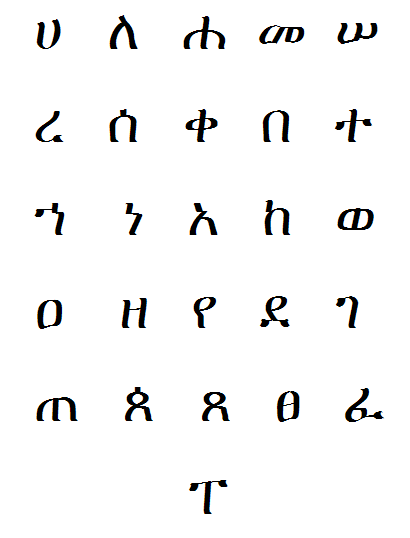

Май (амх. ማይ) — четвёртая буква эфиопского алфавита геэз, обозначает губно-губной носовой согласный. В еврейском алфавите соответствует букве мем, в арабском алфавите соответствует букве мим (24-я буква).
- መ — май геэз мэ
- ሙ — май каэб му
- ሚ  — май салис ми
- ማ — май рабы ма
- ሜ  — май хамыс ме
- ም  — май садыс мы (м)
- ሞ  — май сабы мо

В амхарском ሟ — мва, ፙ — мья.